# Final Fantasy X Original Soundtrack
Final Fantasy X Original Soundtrack (ファイナルファンタジーＸ オリジナルサウンドトラック?, Fainaru Fantajī Ten Orijinaru Saundotorakku) è la colonna sonora ufficiale di Final Fantasy X, composta da Nobuo Uematsu, Masashi Hamauzu e Junya Nakano. Questa è la prima colonna sonora di un gioco della serie Final Fantasy non realizzata completamente da Uematsu.
L'album contiene anche le canzoni Otherworld, arrangiata da Michio Okamiya (chitarrista ritmico del gruppo heavy metal The Black Mages, fondato dallo stesso Uematsu) ed eseguita vocalmente dal cantante Bill Muir, e Suteki da ne della cantante giapponese Rikki Nakano, sia in versione originale che in versione orchestrale. Entrambe le canzoni sono state composte da Nobuo Uematsu.

## Tracce
Tutte le tracce sono state composte da Nobuo Uematsu, tranne dove specificato.
CD1
1. Listen to My Story - 0:08 (musica di Nobuo Uematsu, testo di Takuya Sugimoto)
2. To Zanarkand - 3:05
3. Prelude - 3:44
4. Tidus' Theme -3:34
5. Otherworld - 3:15
6. Run!! - 2:40 (Nakano)
7. This Is Your Story - 2:21 (Nakano)
8. Creep - 2:48 (Nakano)
9. Battle Theme - 3:22
10. Victory Fanfare - 1:35
11. Game Over - 0:34
12. Out of the Frying Pan - 3:07
13. Leap in the Dark - 1:27 (Nakano)
14. Underwater Ruins - 4:16 (Nakano)
15. Oui Are Al Bhed - 3:24
16. Enemy Attack - 2:42 (Nakano)
17. The Blitzers - 3:53
18. Besaid - 4:44 (Hamauzu)
19. Spira Unplugged - 2:49 (Uematsu, Hamauzu)
20. Hymn of the Fayth - 0:44 (Uematsu, Hamauzu)
21. Phantoms - 3:46 (Nakano)
22. The Trials - 3:34
23. Hymn of the Fayth ~ Valefor - 0:42 (Uematsu, Hamauzu)
24. The Summoning - 0:39 (Nakano)
25. Braska's Daughter - 3:46
26. Goodnight - 0:08

CD2
1. Yuna's Theme - 3:30
2. Movement in Green - 3:16 (Uematsu, Nakano)
3. The Sending - 1:33 (Uematsu, Hamauzu)
4. Calm Before the Storm - 3:10
5. Hymn of the Fayth ~ Ifrit - 0:41 (Uematsu, Hamauzu)
6. Luca - 3:41 (Nakano)
7. Grand Maester Mika - 1:16 (Nakano)
8. Decision on the Dock - 1:12 (Nakano)
9. The Splendid Performance - 3:32 (Hamauzu)
10. Face-Off - 2:07 (Hamauzu)
11. Blitz Off - 3:32 (Hamauzu)
12. Auron's Theme - 2:44
13. Mi'ihen Highroad - 3:23
14. Chocobo Jam - 2:52
15. The Travel Agency - 3:05 (Hamauzu)
16. They May Pass - 1:10
17. Seymour's Theme - 3:06
18. Twilight - 4:40 (Nakano)
19. Djose Temple - 3:18
20. Hymn of the Fayth ~ Ixion - 0:40 (Uematsu, Hamauzu)
21. Ride ze Shoopuf? - 4:12
22. Rikku's Theme - 4:02
23. Guadosalam - 3:23 (Nakano)

CD3
1. Thunder Plains - 3:44 (Hamauzu)
2. Jecht's Theme - 2:33
3. Macalania Woods - 3:20 (Hamauzu)
4. The Void - 2:19 (Nakano)
5. The Temple Players - 2:22 (Nakano)
6. Seymour's Ambition - 2:14
7. Hymn of the Fayth ~ Shiva - 0:41 (Uematsu, Hamauzu)
8. Pursuit - 2:10 (Nakano)
9. The Burning Sands - 3:46 (Hamauzu)
10. Peril - 4:03 (Hamauzu)
11. The Truth Revealed - 4:06
12. Launch - 3:29 (Hamauzu)
13. The Wedding - 1:12 (Hamauzu)
14. Assault - 4:06 (Hamauzu)
15. Tragedy - 4:03 (Hamauzu)
16. I Believe - 1:27 (Hamauzu)
17. Via Purifico - 2:29
18. Hymn of the Fayth ~ Bahamut - 0:41 (Uematsu, Hamauzu)
19. Moment of Truth - 3:38 (Hamauzu)
20. Patricide - 2:42
21. Suteki Da Ne - 5:34 (Rikki, Uematsu)

CD4
1. Yuna's Determination - 3:42 (Uematsu, Nakano)
2. Lulu's Theme - 3:52
3. Bravely Forward - 3:25
4. Hymn of the Fayth ~ Yojimbo - 0:42 (Uematsu, Hamauzu)
5. Servants of the Mountain - 4:42 (Hamauzu)
6. Hymn of the Fayth ~ The Ronso - 0:42 (Uematsu, Hamauzu)
7. Wandering Flame - 4:41 (Hamauzu)
8. Someday the Dream Will End - 4:24 (Uematsu, Hamauzu)
9. Hymn of the Fayth ~ Yunalesca - 0:42 (Uematsu, Hamauzu)
10. Challenge - 4:18 (Hamauzu)
11. To the End of the Abyss - 4:38 (Hamauzu)
12. Gloom - 4:28 (Nakano)
13. Hymn of the Fayth ~ Spira - 0:43 (Uematsu, Hamauzu)
14. The Unsent Laugh - 3:33
15. Fight With Seymour - 5:46
16. Hymn of the Fayth ~ Anima - 0:42 (Uematsu, Hamauzu)
17. A Contest of Aeons - 5:56 (Nakano)
18. Final Battle - 5:50 (Hamauzu)
19. Ending Theme - 5:30
20. Never Forget Them - 0:15
21. Suteki Da Ne (Orchestra Version) - 6:19 (Rikki, Uematsu)

## Cultura popolare
Il brano Someday the Dream Will End (o A Fleeting Dream) è stato interpretato dal due volte campione olimpico Yuzuru Hanyū negli show Prologue e GIFT. Prologue ha vinto il Broadcast Best Award, uno dei più importanti premi assegnati dalla televisione giapponese.